# میچل لوئیس
میچل لوئیس (انگلیسی: Mitchell Lewis؛ ‏ ۲۶ ژوئن ۱۸۸۰ – ۲۴ اوت ۱۹۵۶) بازیگر اهل ایالات متحده آمریکا بود.
از فیلم‌هایی که وی در آن نقش داشته‌است، می‌توان به لوله‌کش سابق، بن هور، مادام اکس، دختر کولی، پل سن لوئیس ری، داستان دو شهر، سالومه، پسر هند اشاره کرد.

## فیلم‌شناسی
- Nine-Tenths of the Law (۱۹۱۸)
- Calibre 38 (۱۹۱۹)
- پیریت (۱۹۱۹)
- At the End of the World (۱۹۲۱)
- The Woman Conquers (۱۹۲۲)
- سالومه (۱۹۲۳)
- Half-A-Dollar-Bill (۱۹۲۴)
- The Red Lily (۱۹۲۴)
- The Mine with the Iron Door (۱۹۲۴)
- The Mystic (۱۹۲۵)
- بن هور (۱۹۲۵)
- Miss Nobody (۱۹۲۶)
- The Eagle of the Sea (۱۹۲۶)
- The Last Frontier (۱۹۲۶)
- Back to God's Country (۱۹۲۷)
- The Hawk's Nest (۱۹۲۸)
- The Way of the Strong (۱۹۲۸)
- The Docks of New York (۱۹۲۸)
- پل سن لوئیس ری (۱۹۲۹)
- ساعت مشکی (۱۹۲۹)
- مادام اکس (۱۹۲۹)
- The Bad One (۱۹۳۰)
- Beau Bandit (۱۹۳۰)
- See America Thirst (۱۹۳۰)
- لوله‌کش سابق (۱۹۳۱)
- جمع اضداد محال است (۱۹۳۱)
- The Squaw Man (۱۹۳۱)
- New Morals for Old (۱۹۳۲)
- Business and Pleasure (۱۹۳۲)
- Kongo (۱۹۳۲)
- McKenna of the Mounted (۱۹۳۲)
- Ann Vickers (۱۹۳۳)
- داستان دو شهر (۱۹۳۵)
- دختر کولی (۱۹۳۶)
- طلای ساتر (۱۹۳۶)
- پسران مومیایی (۱۹۳۶)
- جادوگر شهر از (۱۹۳۹)
- Go West (۱۹۴۰)
- Kismet (۱۹۴۴)
- شجاعت لسی (۱۹۴۶)
- The Painted Hills (۱۹۵۱)
- The Sun Shines Bright (۱۹۵۳)
- The Fastest Gun Alive (1956)